# Bolotnea (Ivankiv), Ivankiv
Bolotnea (în ucraineană Болотня) este un sat în așezarea urbană Ivankiv din regiunea Kiev, Ucraina.

## Demografie
Componența lingvistică a localității Bolotnea
     Ucraineană (99,41%)
     Alte limbi (0,59%)
Conform recensământului din 2001, majoritatea populației localității Bolotnea era vorbitoare de ucraineană (99,41%), existând în minoritate și vorbitori de alte limbi.